# Acmaeodera cuneata
Acmaeodera cuneata är en skalbaggsart som beskrevs av Henry Clinton Fall 1899. Acmaeodera cuneata ingår i släktet Acmaeodera och familjen praktbaggar. Inga underarter finns listade i Catalogue of Life.